# Longkamp
Longkamp település Németországban, Rajna-vidék-Pfalz tartományban. Lakosainak száma 1114 fő (2023. december 31.).

## Népesség
A település népességének változása:
| Lakosok száma | 906  | 1167 | 1111 | 1119 | 1086 | 1110 | 1114 |
|               | 1975 | 2014 | 2017 | 2019 | 2021 | 2022 | 2023 |